# Tales of Hearts
Tales of Hearts (テイルズオブハーツ Teiruzu obu Hātsu?) es la novena entrega de la saga Tales of, para la Nintendo DS y posteriormente en IOS Y PS Vita, que salió a la venta el 18 de diciembre de 2008 en Japón. El lema característico de Tales of Hearts es RPG Para Unir los Corazones (心と出会うRPG Kokoro to deau RPG?). El Productor encargado del juego es Hideo Baba, el Director encargado es Kazuhisa Oomi, el escritor encargado es Naoki Yamamoto, y veteranos en la saga, la dibujante Mutsumi Inomata y el músico Motoi Sakuraba, repiten en esta entrega, como diseñadora de personajes y compositor respectivamente. El juego combina sprites en 2D con fondos en 3D, similar a Tales of Destiny, y es la primera entrega en la saga en usar personajes en 3D para las escenas de vídeo (en la versión CG). La canción principal del juego es "Eien no Ashita" (永遠の明日?  "Eterno Mañana") cantada por Deen, que previamente se encargó de "Yume de Aru Youni" para Tales of Destiny. El juego se presenta bajo dos versiones: la versión Anime, que usa animación japonesa para los vídeos de eventos, característica de la saga, producida por Production I.G., y la versión CG, exactamente igual pero con vídeos de eventos hechos en completo 3D computerizado, producida por Shirogumi. La versión CG fue descartada en nuevas plataformas, como PlayStation Vita.

## Jugabilidad
Fuera de las batallas, Tales of Hearts tiene una jugabilidad similar a otras entregas de la saga. El jugador visita varios pueblos y ciudades durante el juego, en los cuales habla con varios PNJ, compra objetos y progresa en la historia. El jugador entra además en mazmorras, que contienen varios enemigos, tesoros, y puzles, en los que se puede usar el Anillo de Hechicero, recurrente a lo largo de la saga, para solucionarlos. Después de las peleas, el jugador adquiere dinero para comprar multitud de objetos, puntos de experiencia, para subir de nivel a los personajes, y rango, según como ha sido la pelea. Cuando se viaja entre pueblos y mazmorras, el personaje va a través del mapa del mundo, que no contiene enemigos. Cuando está dentro de alguna localidad, el jugador puede elegir entre ese mapa del mundo y 'mazmorras de campo', que sí contienen enemigos y le permiten igualmente viajar de un punto a otro. Tanto en mazmorras como en mazmorras de campo, los enemigos aparecen en pantalla, y el jugador puede enfrentarse a ellos con sólo tocarlos.

### Sistema de Batalla
Tales of Hearts usa un sistema de batalla llamado "Combination Aerial Linear Motion Battle System" o CNAR-LMBS, viene a significar en español "Sistema de Batalla Lineal de Combinación Aérea". Como otros juegos de la saga, Tales of Hearts usa sprites en 2D, en un entorno de combate que tiene lugar en un plano bidimensional, todo ello en tiempo real, donde el jugador controla a un personaje, y el resto son controlador por la I.A. Como ya pasaba en Tales of the Tempest y en Tales of Innocence, sólo tres miembros del grupo pelean en batalla, pero se permite al jugador dejar participar en las peleas a otros miembros que no estén presentes, además de permitir combate aéreo, que se introdujo en primer lugar en el "Aerial Linear Motion Battle System" (AR-LMBS), en español "Sistema de Batalla Lineal Aéreo" del remake para PS2 de Tales of Destiny.

### Personajes
Shing Meteoryte (シング・メテオライト , Shingu Meteoraito)

Voz japonesa: Tetsuya Kakihara

Edad: 16

Altura: 167cm

Peso: 54kg

Shing es un chico con una gran curiosidad acerca del mundo que le rodea. Vive con su abuelo Zeks en el pueblo Seeble. Ha heredado de su familia la habilidad de usar Soma. Debido a su curiosidad y falta de experiencia, a veces es un poco tosco en su manera de actuar y hablar, pero sabe rectificar y aprender de sus errores. Su abuelo le dio el Soma "Asteria" (アステリア, asuteria), que fue pasando de generación en generación por sus ancestros. Después de un ataque de la hechicera Incarose, trozos de la Spiruna de Kohak se dispersaron a lo largo del mundo, privándola de emociones, y Shing pierde a su abuelo. Todo ello hace que Shing se una a Hisui y Kohak para intentar salvarla. Creed Graphite fue sellado en su corazón, y el sello empieza a debilitarse conforme siente emociones de odio y rabia. 
Su apellido se basa en los meteoritos, piedras u objetos metálicos del espacio. Su nombre se basa en las palabras japonesas "Shin" (心 , shin) y "Gu" (具 , gu), que supuestamente quieren decir que está "armado con un corazón".
Kohak Hearts (コハク・ハーツ Kohaku Hātsu?)

Voz japonesa: Marina Inoue

Edad: 17

Altura: 158 cm 

Peso: 45 kg 

Kohak es una chica que salió en búsqueda de un Soma, partiendo por ello de su pueblo natal junto a su hermano mayor, Hisui. Shing la encontró inconsciente en la playa junto a su hermano. En ocasiones menciona a alguien, 'ella', y posteriormente se revela que ese alguien es Richea, que al igual que Creed Graphite, fue sellada en el corazón de Kohak. Adquiere el Soma "Elrond" (エルロンド, erurondo).
Su nombre está romanizado como "Kohak" (琥珀 , Kohaku) (siendo más correcto "Kohaku"), que significa "ámbar" en japonés, una gema orgánica.
Hisui Hearts (ヒスイ・ハーツ Hisui Hātsu?)

Voz japonesa: Masaya Matsukaze

Edad: 18

Altura: 184 cm

Peso: 70 kg

Es el hermano mayor de Kohak. Debido a que perdió a un ser cercano cuando era joven, intenta proteger de manera excesiva a su hermana menor. Aparenta ser borde y derrochar chulería, pero en el fondo tiene un corazón decidido y es algo cabezota. Posee el Soma "Gale Arc" (ゲイルアーク Geiruāku?). 
En Japonés, su nombre significa "jade", una piedra preciosa. 
Innes Lorenz (イネス・ローレンツ Inesu Rōrentsu?)

Voz japonesa: Shizuka Itō

Edad: 24

Altura: 168 cm

Peso: 54 kg (O eso dice)

Es una mujer fuera de lo normal, con fuerza sobrehumana y buen cuerpo. Se encarga de transportar tienda ambulante "Todos los Días son Tranquilos", además de ser la única empleada. Es amable y sonriente, no se le puede reprochar nada en cuanto a su carácter o forma de hablar. Los hermanos Hearts se interesan por el Soma que tiene. Innes posee el Soma llamado "Folseus" (フォルセウス Foruseusu?). 
Su nombre y apellidos se basan en los minerales inesite y lorenzenite.
Beryl Benito (ベリル・ベニト, Beriru Benito)

Voz japonesa: Saeko Chiba

Edad: 18

Altura: 148 cm (aún que ella dice 155, pero quiere redondear los 160)

Peso: 38 kg

Una mujer con una altura y un rostro de niña pequeña, prácticamente se escapó de su ciudad natal con el fin de convertirse en pintora de la corte. No tiene objetivos y es indecisa, haciéndola una "cría incooperativa". Beryl posee el Soma "Thiers" (ティエール, Tiēru). Su nombre proviene de los minerales beryl y benitoite. 

Su Hi Ougi es Crazy comet (Cometa loco) aparte de este, Beryl es la única integrante del equipo que puede ampliar sus Hi ougis hasta cuatro, usándolos sucesivamente uno tras otro si se cumplen ciertos factores.